# Tartiers
 Tartiers  es una población y comuna francesa, en la región de Picardía, departamento de Aisne, en el distrito de Soissons y cantón de Vic-sur-Aisne.

## Demografía
| 215 | 208 | 205 | 195 | 180 | 168 |
| Para los censos de 1962 a 1999 la población legal corresponde a la población sin duplicidades (Fuente: INSEE [Consultar]) |     |     |     |     |     |